# Joseíto
Pour les articles homonymes, voir Iglesias.
José Iglesias Fernández dit Joseíto (né le 23 décembre 1926 -  mort le 12 juillet 2007) était un footballeur espagnol qui évolua au Real Madrid dans les années 1950.

## Biographie
Joseíto commence sa carrière professionnelle à l'Atlético Zamora en 1944 avant de rejoindre l'Unión Deportiva Salamanque puis le Racing Santander en 1949. En 1950, il signe au Real Madrid, club avec lequel il gagne quatre titres de champion d'Espagne (1954, 1955, 1957 et 1958) et autant de Coupes des champions européens (1956, 1957, 1958 et 1959). Il ne participe toutefois qu'à deux des quatre premières finales européennes du Real, en 1956 et 1958. Il est sélectionné une fois en équipe d'Espagne en 1952 pour affronter l'Allemagne.
Il quitte le Real Madrid en 1959 et s'engage à Levante Unión Deportiva puis au Rayo Vallecano la saison suivante.
Sa carrière de joueur achevée, il devient entraîneur et prend notamment en charge le Celta Vigo, Granada Club de Fútbol, Córdoba Club de Fútbol, Deportivo Alavés, Club Deportivo Tenerife et Deportivo La Corogne.

## Palmarès
Avec Valladolid :
- Vainqueur de la Tercera División en 1946 et 1947

Avec l'UD Salamanque :
- Vainqueur de la Tercera División en 1948

Avec le Racing Santander :
- Vainqueur de la Segunda División en 1950

Avec le Real Madrid :
- Vainqueur de la Coupe d'Europe des clubs champions en 1956, 1957, 1958 et 1959
- Champion d'Espagne en 1954, 1955, 1957 et 1958.
- Vainqueur de la Coupe Latine en 1955 et 1957.